# リヴィング・ウィズ・ウォー
『リヴィング・ウィズ・ウォー』（Living With War）は、2006年5月2日にリリースされたカナダ／アメリカのミュージシャン、ニール・ヤングの29枚目のスタジオ・アルバム。

## 概要
アルバムの歌詞、タイトル、コンセプチュアルなスタイルは、ジョージ・W・ブッシュ政権の政策を強く批判しており、CTVのウェブサイトでは「ジョージ・W・ブッシュ米大統領と彼のイラク戦争遂行に対する音楽的批評」と表現されている。このレコードは、2006年3月と4月に9日間かけて書かれ、レコーディングされた。
『リヴィング・ウィズ・ウォー』はグラミー賞とジュノー賞にノミネートされた。

## 評価
| 専門評論家によるレビュー | 専門評論家によるレビュー |
| レビュー・スコア         | レビュー・スコア         |
| 出典                     | 評価                     |
| ------------------------ | ------------------------ |
| AllMusic                 | [ 5 ]                    |
| Robert Christgau         | B+                       |
| Mojo                     | [ 7 ]                    |
| Okayplayer               | [ 8 ]                    |
| Pitchfork                | 7.6/10                   |
| Rolling Stone            | [ 10 ]                   |

『モジョ誌』でこのアルバムをレビューしたシルヴィー・シモンズは、楽曲を「緊急で、即興的で、ほとんどは力強く、例えば『グリーンデイル』よりも個々のメロディ・センスが強いが、例えば『オハイオ』のような強烈な美しさはない......しかし、『レッツ・ロール』よりは間違いなく向上している」と評した。『Living with War』は、2007年度グラミー賞の最優秀ロック・アルバム賞、最優秀ロック・ソング賞、最優秀ソロ・ロック・ヴォーカル・パフォーマンス賞の3部門にノミネートされた（いずれも「Lookin' for a Leader」）。
アルバムの内容やリリースに至るまでの右翼系ブログからの批判にもかかわらず、ヤングはこのアルバムを超党派的なものだと考えていると述べた。彼はニューヨーク・タイムズ紙のインタビューでこう語っている： 「ブッシュを弾劾すれば、共和党にとって大きな好都合となる」

## トラックリスト
| #   | タイトル                                                              | 作詞・作曲                                | 時間 |
| --- | --------------------------------------------------------------------- | ----------------------------------------- | ---- |
| 1.  | 「After the Garden」(アフター・ザ・ガーデン)                          |                                           | 3:23 |
| 2.  | 「Living with War」(リヴィング・ウィズ・ウォー)                       |                                           | 5:04 |
| 3.  | 「The Restless Consumer」(ザ・レストレス・コンシューマー)             |                                           | 5:47 |
| 4.  | 「Shock and Awe」(ショック・アンド・オウ)                             |                                           | 4:53 |
| 5.  | 「Families」(ファミリーズ)                                            |                                           | 2:25 |
| 6.  | 「Flags of Freedom」(フラッグス・オブ・フリーダム)                    |                                           | 3:42 |
| 7.  | 「Let's Impeach the President」(レッツ・インピーチ・ザ・プレジデント) |                                           | 5:10 |
| 8.  | 「Lookin' for a Leader」(ルッキン・フォー・ア・リーダー)              |                                           | 4:03 |
| 9.  | 「Roger and Out」(ロジャー・アンド・アウト)                           |                                           | 4:25 |
| 10. | 「America the Beautiful」(美しきアメリカ)                             | Katharine Lee Bates, Samuel Augustus Ward | 2:57 |

## 参加ミュージシャン
- ニール・ヤング - ギター、ハーモニカ、ヴォーカル、プロデューサー、ヴォーカルと聖歌隊のアレンジ
- リック・ローザス - ベース
- チャド・クロムウェル - ドラム
- トミー・ブレイ - トランペット
- ダレル・ブラウン - 聖歌隊指導者、指揮者、請負業者、ヴォーカルと聖歌隊のアレンジ
- ローズマリー・バトラー - 聖歌隊指揮者、請負業者
- 100人の声：聖歌隊（ダーレーン・コールデンホーヴェンが参加）ロサンゼルスのキャピトル・レコーディング・スタジオで12時間のセッションで録音された。

### 制作スタッフ
- ニコ・ボラス - プロデューサー
- L. A. ジョンソン - 共同プロデューサー
- レッドウッド・デジタルにてニコ・ボラスとセカンド・エンジニア、ジョン・ハウスマンによるミックスダウン
- レッドウッド・デジタルにてティム・マリガンによるマスタリング
- ウィル・ミッチェルによる "大統領を弾劾しよう "のサウンドバイト[12]